# Nymphon discorsicoxae
Nymphon discorsicoxae is een zeespin uit de familie Nymphonidae. De soort behoort tot het geslacht Nymphon. Nymphon discorsicoxae werd in 1982 voor het eerst wetenschappelijk beschreven door Child. 